# Annick Thoumazeau
Annick Thoumazeau (Fréjus, 1960) es una cantante francesa. Representó a Francia en el Festival de Eurovisión 1984.

## Inicios
Se dio a conocer en Francia por ser la intérprete del tema principl de la serie de televisión "La chambre des dames" que fue emitida por la TF1 en 1983 basada en la obra de Jeanne Bourin. La canción titulada "Pour l'amour", escrita por Carola Pimper con música del compositor rumano Vladimir Cosma, contribuyó al éxito de la serie inspirada en el medievo.

## Festival de Eurovisión
El 25 de marzo de 1984, ganó, ante 13 participantes, la selección para representar a Francia en el Festival de Eurovisión 1984 con la canción "Autant d'amoureux que d'étoiles", tema compuesto por Vladimir Cosma con letra de Charles Level.
El Festival tuvo lugar en Luxemburgo el 5 de mayo de 1984, Annick consiguió acabar en 8ª posición con 61 votos.

## Carrera posterior
En 1985 lanzó un disco titulado "Mon ami bisounours", extraído de la banda sonora original de la versión francesa de la película Los Cariñositos: la película, que entró en el Top 50 francés el 16 de marzo de 1986.
Retirada de la escena pública actualmente es profesora de canto. 